# Raup&Ritter Verlag
Der Raup&Ritter Verlag ist ein Schulbuchverlag, der von den Sonderschullehrern Valerie Wildenmann und Philippe Zwick Eby im Jahr 2005 in Offenburg gegründet wurde. Der Verlag hat sich auf das kompetenzorientierte Lernen und Arbeiten spezialisiert.

## Werke
Der Raup&Ritter Verlag hat das Prinzip der Kompetenzliste entwickelt und die aus etwa 1200 Kompetenzen bestehende Kompetenzliste „CHECK!“ in Form von vier Schülerheften veröffentlicht.

### Schülerhefte
- Das Heft „Ich und die Welt um mich herum“ umfasst die Kapitel „Das bin ich!“, „Ich und die anderen“, „Die Welt um mich herum“ und „Ich werde selbstständig“.[2]
- Das Heft „Lernen, arbeiten und sich bewegen“ umfasst die Kapitel „Sich bewegen“, „Lernen“, „Arbeiten“ und „Gestalten und erschaffen“.[3]
- Das Heft „Sprechen, Lesen, Schreiben“ enthält die Kapitel „Sprechen“, „Fremdsprache“, „Lesen“ und „Schreiben“.[4]
- Das Heft „Messen, Zählen, Rechnen“ beinhaltet die Kapitel „Messen“, „Lösungen finden“, „Zählen und rechnen“ und „Form und Raum entdecken“.[5]

### Onlineplattform „CHECK! Lehrerzimmer“
Mit Hilfe der 2015 veröffentlichten Onlineplattform „CHECK! Lehrerzimmer“ können Lehrer die Kompetenzen ihrer gesamten Klasse dokumentieren.
Das CHECK!-Kompetenzlistensystem setzt das in den Lehrplänen der verschiedenen Bundesländern geforderte „Lernen nach Kompetenzen“ und das von der KMK geforderte pädagogische Prinzip der Dokumentation und der Selbsteinschätzung um.

## Wirken
Der Raup&Ritter Verlag hat das CHECK! Kompetenzlistensystem im Jahr 2014 auf der Bildungsmesse Didacta in Stuttgart vorgestellt.
Er ist ein non-profit-Geschäft. Die Mitarbeiter erhalten für ihre Arbeit keine Vergütungen oder Honorare.